# Bad Lieutenant: Port of Call New Orleans
Bad Lieutenant: Port of Call New Orleans (br: Vicio Frenético / pt: Tenente Mau ou Polícia sem Lei) é um filme estadunidense de 2009, dirigido por Werner Herzog e estrelado por Nicolas Cage, Eva Mendes, Tom Bower, Jennifer Coolidge, Xzibit, Val Kilmer e Brad Dourif. O filme leva o título do filme Bad Lieutenant de Abel Ferrara de 1992 porém, de acordo com Herzog, o filme não é nem uma sequência, nem uma refilmagem, mas sim uma recriação da mesma história. Herzog declarou ainda que não assistiu ao longa-metragem original.
O filme estreou em 9 de setembro de 2009, no 66º Festival Internacional de Cinema de Veneza , onde ganhou o Christopher D. Smithers Foundation Special Award para Herzog. Foi inaugurado em liberação geral nos Estados Unidos em 20 de novembro de 2009.

## Sinopse
Após salvar um prisioneiro de afogamento em decorrência do furacão Katrina, o detetive Terence McDonagh (Nicolas Cage) é promovido a tenente. Com as costas seriamente contundidas, passa a depender de analgésicos para aguentar a dor. Um ano depois, está viciado em Vicodin e cocaína, mas continua trabalhando em nome da lei. Quando uma família de imigrantes africanos é assassinada, ele é nomeado para o caso e sai à procura do assassino. Mas seu próprio envolvimento em atividades ilegais compromete seus padrões morais e ameaça colocar sua missão em risco.

## Elenco

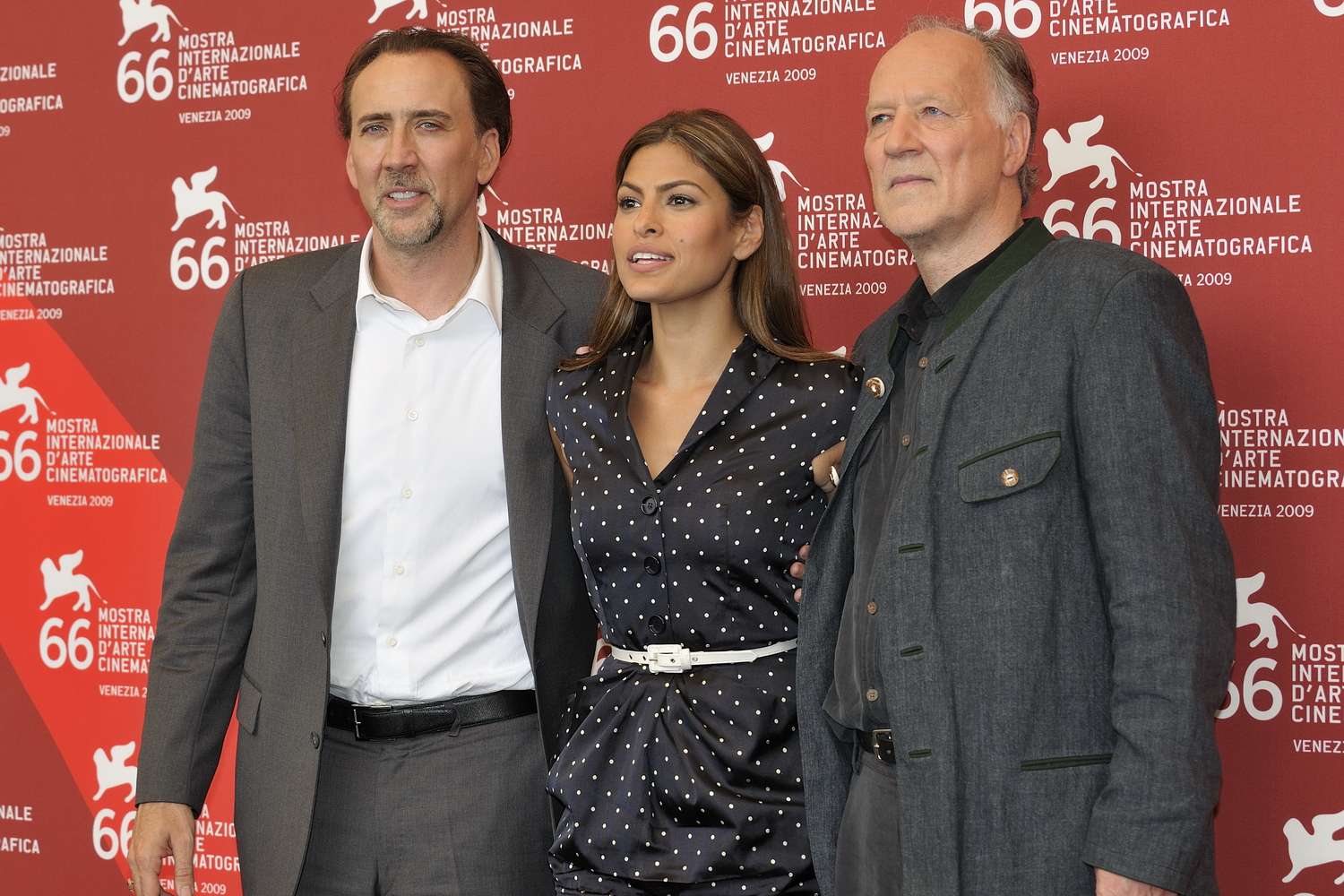
Nicolas Cage, Eva Mendes e Werner Herzog no Festival de Cinema de Veneza para a estreia do filme.

- Nicolas Cage .... Terence McDonagh
- Eva Mendes .... Frankie Donnenfeld
- Val Kilmer .... Stevie Pruit
- Fairuza Balk .... Heidi
- Xzibit .... Big Fate
- Shawn Hatosy .... Armand Benoit
- Jennifer Coolidge .... Genevieve
- Tom Bower .... Pat McDonough
- Brad Dourif .... Ned Schoenholtz
- Michael Shannon .... Mundt
- Vondie Curtis Hall .... James Brasser
- Shawn Hatosy .... Armand Benoit
- Denzel Whitaker .... Daryl
- Shea Whigham .... Justin
- Katie Chonacas .... Tina
- J. Omar Castro .... detetive de narcóticos

## Produção
O filme foi anunciado pela primeira vez em Maio de 2008, Werner Herzog foi escolhido para dirigir e Nicolas Cage para estrelar. O roteiro foi escrito pelo roteirista de TV William Finkelstein. Uma das principais alterações do filme original estava foi a ambientação de Nova York para Nova Orleans. Isso Herzog insiste que o filme não é um remake, dizendo: "É um policial corrupto como o personagem principal e isso é tudo ". em 2009 no Oscar, Herzog disse que nunca viu o filme de Ferrara, dizendo: "Eu não vi, então não posso compará-lo. Não tem nada a ver com isso ". Herzog não gostou da ideia de um remake e queria alterar o título do filme, mas não teve sucesso. Herzog disse: "Eu lutei contra o título desde o primeiro momento", mas acrescentou: "Eu posso viver com isso, eu não tenho nenhum problema com ele em tudo. O título é provavelmente um erro, mas que assim seja".
Atriz Eva Mendes, que atuou com Cage no filme de 2007 Ghost Rider, se juntou ao elenco no mês de junho.  As filmagens começaram em 7 de julho de 2008, em Louisiana e também ao redor de South Mississippi, filmando algumas cenas no Casino Hollywood em Bay St. Louis.

## Principais prêmios e indicações
Independent Spirit Awards
- Indicado na Categoria Melhor Fotografia